# Вулиця Хоменка (Черкаси)
Ву́лиця Хоме́нка — вулиця в Черкасах.

## Розташування
Вулиця починається від вулиці Смілянської і простягається на північ, перетинаючи вулицю Десантників. Спочатку вулиця закінчувалась біля військкомату, але тепер продовжена за ним і сполучається під прямим кутом з вулицею Олени Теліги, яка підходить сюди із заходу.

## Опис
Вулиця неширока, повністю асфальтована.

## Походження назви
Вулиця була утворена 1967 року як Друга Під'їзна, але з часом перейменована на честь Гната Хоменка, Героя Радянського Союзу.

## Будівлі
По вулиці розташовані багатоповерхові будинки та промислові підприємства, за номером 14/1 знаходиться Черкаський колегіум «Берегиня».